# Siegfried Suckut
Siegfried Suckut (* 10. April 1945; † 1. August 2022) war ein deutscher Politikwissenschaftler und Historiker.
Suckut absolvierte ein Studium der Politischen Wissenschaft, Neueren Geschichte und Volkswirtschaftslehre an der Freien Universität Berlin und der Technischen Universität Hannover, wo er 1978 mit einer von Peter von Oertzen betreuten Arbeit an der Fakultät für Geistes- und Sozialwissenschaften zum Dr. rer. pol. promoviert wurde. Anschließend war er von 1978 bis 1992 als wissenschaftlicher Mitarbeiter an dem von Hermann Weber und Dietrich Staritz aufgebauten Arbeitsbereich Geschichte und Politik der DDR an der Universität Mannheim tätig. Seit 1992 beteiligte er sich als Fachbereichsleiter aktiv am Aufbau der Abteilung Bildung und Forschung in der Behörde des Bundesbeauftragten für die Stasi-Unterlagen in Berlin, deren Leitung er zwischen 1997 und 2005 innehatte.

## Veröffentlichungen
Monografien
- Die Betriebsrätebewegung in der Sowjetisch Besetzten Zone Deutschlands (1945–1948). Zur Entwicklung und Bedeutung von Arbeiterinitiative, betrieblicher Mitbestimmung und Selbstbestimmung bis zur Revision des programmatischen Konzeptes der KPD/SED vom „besonderen deutschen Weg zum Sozialismus“. Haag und Herchen, Frankfurt am Main 1982, ISBN 978-3-88129-476-8 (zugleich: Dissertation, Hannover 1978).
- Parteien in der SBZ/DDR 1945–1952. Bundeszentrale für Politische Bildung, Bonn 2000, ISBN 978-3-89331-384-6.
- Blockparteien und Blockpolitik in der SBZ/DDR 1945–1990. Leipziger Universitätsverlag, Leipzig 2018, ISBN 978-3-96023-196-7.
- Müden an der Oertze. 1945 bis 1965. Erinnerungen, Ludwig-Harms-Haus Verlag, Südheide-Hermannsburg 2022, ISBN 978-3-937301-98-3.

Herausgeberschaften
- Wörterbuch der Staatssicherheit. Definitionen zur politisch-operativen Arbeit. Ch. Links, Berlin 1996, ISBN 978-3-86153-111-1.
- mit Walter Süß: Staatspartei und Staatssicherheit. Zum Verhältnis von SED und MfS. Ch. Links, Berlin 1997, ISBN 978-3-86153-131-9.
- mit Jürgen Weber: Stasi-Akten zwischen Politik und Zeitgeschichte. Eine Zwischenbilanz. Olzog, München 2003, ISBN 978-3-7892-8135-8.

Editionen
- Blockpolitik in der SBZ/DDR 1945–1949. Die Sitzungsprotokolle des Zentralen Einheitsfront-Ausschusses. Verlag Wissenschaft und Politik, Köln 1986, ISBN 978-3-8046-8643-4.
- Volkes Stimmen. „Ehrlich, aber deutlich“ – Privatbriefe an die DDR-Regierung. DTV, München 2016, ISBN 978-3-423-28084-6.